# Adrian Goldsworthy
Adrian Keith Goldsworthy (1969) è uno storico e romanziere britannico. Vive attualmente nel Galles del sud

## Carriera
Educato alla Westbourne School di Penarth, Goldsworthy è successivamente entrato nella facoltà di Storia Antica e Moderna al St John's College di Oxford nel 1994, il che ha creato le fondamenta per il suo primo libro, un saggio chiamato The Roman Army at War 100 BC – AD 200. È in seguito entrato nell'Università di Cardiff dove è stato per due anni, ha insegnato brevemente al King's College London ed è stato assistente professore al programma dell'University of Notre Dame's London per sei anni.
Nel 2010, Goldsworthy ha iniziato la sua carriera da scrittore di romanzi, iniziando con True Soldier Gentlemen, nel 2011, capostipite della serie con protagonista l'esercito britannico durante le guerre napoleoniche.

## Opere
Goldsworthy ha scritto 15 libri sulla storia dell'antica Roma e dodici romanzi storici.

### Saggistica
- The Roman Army at War 100 BC – AD 200, Oxford University Press, 1996.
- Roman Warfare, Cassell, 2000, ISBN 0-304-35265-9.
- The Punic Wars, Cassell, 2000, ISBN 0-304-35967-X; ristampato col titolo The Fall of Carthage: The Punic Wars 265–146 BC, Cassell, 2003, ISBN 978-0-304-36642-2.
- Fields of Battle: Cannae, Orion, 2001, ISBN 0-304-35714-6.
- Caesar's Civil War: 49–44 BC, Osprey Publishing, 2002.
- In the Name of Rome: The Men Who Won the Roman Empire, Orion, 2003, ISBN 0-7538-1789-6.
- Storia completa dell'esercito romano (The Complete Roman Army, 2003), Logos, 2007, ISBN 978-88-794-0306-1.
- Cesare. Una biografia (Caesar, Life of a Colossus, 2006), traduzione di Francesco Paolo Crincoli e S. Moliterni, Collana Le Navi n.1, Roma, Castelvecchi, 2014, ISBN 978-88-682-6419-2.
- La caduta di Roma. La lunga fine di una superpotenza dalla morte di Marco Aurelio fino al 476 d.C. (The Fall of the West: The Slow Death of the Roman Superpower, 2009), traduzione di F. Bigotti e S. Niccolai, Collana Antidoti, Roma, Elliott, 2011, ISBN 978-88-619-2214-3; Collana I timoni, Roma, Castelvecchi,2013, ISBN 978-88-761-5924-4. [negli USA: How Rome Fell: Death of a Superpower, Yale University Press, 2009, ISBN 0-300-13719-2]
- Antony and Cleopatra, Yale University Press, 2010.
- Augustus: First Emperor of Rome, Yale University Press, 2014, ISBN 0-300-17872-7.
- Pax Romana. War, Peace and Conquest in the Roman World, Orion Publishing Co, 2016, ISBN 0-297-86428-9.
- Il vallo di Adriano (Hadrian's Wall, 2018), traduzione di Alessandro Tonti, Collana Biblioteca universale di storia. Studi n.43, Gorizia, LEG, 2018, ISBN .
- Philip and Alexander: Kings and Conquerors, Head of Zeus, 2020.
- The Eagle and the Lion: Rome, Persia and an Unwinnable Conflict, 2023. [negli USA: Rome and Persia: The Seven Hundred Year Rivalry]

### Romanzi
Serie sulle guerre di Napoleone
1. True Soldier Gentleman, London, Weidenfeld & Nicholson, 2011
2. Beat the Drums Slowly, 2011
3. Send Me Safely Back Again, 2012
4. All in Scarlet Uniform, 2013
5. Run Them Ashore, 2014
6. Whose Business is to Die, 2015

Serie sulla Britannia Romana
1. Vindolanda (2017)
2. The Encircling Sea (2018)
3. Brigantia (2019)

Serie City of Victory
1. The Fort (2021)
2. The City (2022)
3. The Wall (2023)